# توزیع احتمال دنباله بلند
توزیع احتمال دم بلند یا سنگین توزیعی است که احتمالات نسبتاً زیادی را به مناطق متوسط و دور از حد متوسط اختصاص می دهد. در زیر تعریف ریاضی رسمی تری آورده شده است. نشان داده شده است که در زمینه مهندسی ترافیک ، مقادیر مورد علاقه دارای توزیع طولانی مدت هستند . مثلا ، اگر اندازه پرونده های منتقل شده از یک وب سرور را در نظر بگیریم ، بنابراین ، تا مقدار قابل توجهی از دقت ، توزیع بسیار سنگین است ، یعنی تعداد زیادی فایل کوچک منتقل می گردد ، اما مهمتر از همه ، تعداد پرونده های بسیار حجیم منتقل شده بخخش قابل توجهی از حجم فایل بارگیری شده می‌باشد.
بسیاری از فرایندها از نظر فنی به برد طولانی وابسته هستند. اما شبیه به خود نیستند. تفاوت این دو پدیده بسیار ظریف است. دنباله سنگین به توزیع احتمال اشاره دارد و ذنباله بلند به ویژگی یک سری زمانی اشاره می کند و بنابراین باید از آنها با دقت استفاده شود و باید تمایز قائل شد. اگرچه این اصطلاحات گفته شده متمایز هستند برهم نهی‌های توزیع دم سنگین برای تشکیل سری‌های زمانی وابسته به برد طولانی جمع می شوند.
علاوه بر این حرکتی به نام براونی وجود دارد که شبیه به خود است اما به برد طولانی وابسته نمی‌باشد.

## بررسی اجمالی
طراحی شبکه‌های قوی و قابل اعتماد و خدمات شبکه در دنیای اینترنت امروزه به یک کار چالش برانگیز تبدیل شده است. برای دستیابی به این هدف، درک ویژگی‌های ترافیک اینترنت نقش حیاتی تری دارد. مطالعات تجربی ردیابی ترافیک اندازه گیری شده منجر به شناسایی گسترده شباهت به خود در ترافیک شبکه شده است.
ترافیک اترنت مشابه خود در طیف وسیعی از مقیاس‌های زمانی وابستگی‌هایی را نشان می دهد. این باید در مقابل ترافیک تلفنی باشد که پواسون در روند ورود و عزیمت خود دارد.
اگر تعداد سریال ها به‌طور متوسط باشد ، بسیاری از سری های زمانی داده‌ها نرم‌ تر به نظر می رسند. با این حال، با داده‌های مشابه خود، با ردپاهایی روبرو می شوید که حتی در مقیاس‌های بزرگ نیز تند و پر انفجار هستند. چنین رفتاری به دلیل وابستگی شدید به داده‌ها ایجاد می شود: مقادیر بزرگ به صورت خوشه‌ای و خوشه‌ای خوشه‌ای و غیره در می آیند. این می تواند عواقب گسترده ای برای عملکرد شبکه داشته باشد.
توزیع دم سنگین در بسیاری از پدیده‌های طبیعی از جمله پدیده‌های جسمی و جامعه شناختی مشاهده شده است. ماندلبروت استفاده از توزیع دم سنگین را برای مدل سازی پدیده های فراکتال در دنیای واقعی ایجاد کرد، به عنوان مثال بازارهای سهام، زلزله و هوا.  ویدئو اترنت ، WWW ، SS7 ، TCP ، FTP ، TELNET و VBR (فیلم دیجیتالی از نوعی که از طریق شبکه های خودپرداز منتقل می شود) ترافیک مشابه است.
شباهت خود در شبکه‌های داده‌ای بسته بندی شده می تواند ناشی از توزیع اندازه پرونده، تعاملات انسانی و یا پویایی اترنت باشد.  ویژگی‌های وابسته به خود شباهت و برد بلند در شبکه‌های رایانه‌ای، مشکلات اساسی اساساً متفاوتی را برای افرادی که تجزیه و تحلیل و / یا طراحی شبکه‌ها انجام می‌دهند، به وجود می‌آورد و بسیاری از فرضیات قبلی که بر اساس آنها سیستم‌ها ساخته شده‌اند، در حضور آنها دیگر معتبر نیستند. شباهت به خود

## وابستگی کوتاه برد در مقابل وابستگی دور برد
فرایندهای وابسته به برد بلند و کوتاه با عملکردهای خودتواریانس مشخص می شوند.
در فرایندهای وابسته به برد کوتاه ، با افزایش اختلاف زمان ، اتصال بین مقادیر در زمان های مختلف به سرعت کاهش می یابد.
- مجموع تابع همبستگی خودکار در تمام تأخیرها محدود است.
- با افزایش تأخیر ، عملکرد همبستگی خودکار فرایندهای وابسته به برد کوتاه به سرعت تحلیل می رود.

در فرایندهای دوربرد ، همبستگی در مقیاس های طولانی تر از اهمیت بیشتری برخوردار است.
- منطقه تحت عملکرد همبستگی خودکار جمع شده در تمام تاخیرها بی نهایت است.
- فرض می شود که پوسیدگی تابع همبستگی ، شکل عملکردی خاصی دارد ،

{\displaystyle \rho (k)\sim k^{-\alpha }}
جایی که ρ ( k ) تابع همبستگی خودکار در یک تاخیر k است ، α یک پارامتر در فاصله (1/0) است و ~ به معنی مجانبی متناسب با نزدیک شدن k به بی نهایت است.

## وابستگی از راه دور به عنوان یک نتیجه از همگرایی ریاضی
چنین مقیاس بندی قانون تغذیه ای از تابع همبستگی می تواند نشان داده شود که وقتی از توالی ها با استفاده از روش انبساط سطل ها ارزیابی می شود ، بدون قید و شرط به یک رابطه قانون قدرت بین واریانس و میانگین مربوط می شود. این واریانس به معنای قانون قدرت از ویژگیهای ذاتی خانواده توزیع آماری است که مدلهای پراکندگی نمایی تودی نامیده می شود. همان‌طور که قضیه حد مرکزی توضیح می دهد که چگونه انواع خاصی از داده های تصادفی به سمت یک توزیع عادی در یک قضیه مرتبط وجود دارد ، قضیه همگرایی Tweedie که چگونگی همگرایی انواع دیگر داده های تصادفی به سمت فرم توزیع های تودی را توضیح می دهد ، و در نتیجه هر دو واریانس را به معنای قانون قدرت و یک فروپاشی قانون قدرت را در توابع همبستگی خود بیان می کنند.

## توزیع و ترافیک پواسون
قبل از اینکه توزیع دم سنگین از نظر ریاضی معرفی شود ، توزیع پوآسون بدون حافظه ، که برای مدل سازی شبکه های تلفنی سنتی استفاده می شود ، در زیر به‌طور خلاصه بررسی می شود. برای جزئیات بیشتر ، به مقاله توزیع پواسون مراجعه کنید .
با فرض ورودهای کاملاً شانس و خاتمه دادن به شانس خالص منجر به موارد زیر می شود:
- تعداد تماس های ورودی در یک زمان معین دارای توزیع پواسون است ، به عنوان مثال:

{\displaystyle P(a)=\left({\frac {\mu ^{a}}{a!}}\right)e^{-\mu },}
که در آن a تعداد تماس های ورودی است و {\displaystyle \mu } میانگین تعداد تماس های ورودی در زمان T است . به همین دلیل ، ترافیک شانس خالص به عنوان ترافیک پواسون نیز شناخته می شود.
- تعداد تماس های خروجی در یک زمان مشخص نیز دارای توزیع Poisson است ، به عنوان مثال:

{\displaystyle P(d)=\left({\frac {\lambda ^{d}}{d!}}\right)e^{-\lambda },}
که در آن d تعداد خروج تماس است و {\displaystyle \lambda } میانگین تعداد تماس های خروجی در زمان T است .
- فواصل ، T ، بین ورود و خروج تماس ، فواصل بین رویدادهای تصادفی مستقل و توزیع شده یکسان است. می توان نشان داد که این بازه ها توزیع نمایی منفی دارند ، به عنوان مثال:

{\displaystyle P[T\geq \ t]=e^{\frac {-t}{h}},}
که در آن h میانگین زمان نگهداری (MHT) است.
اطلاعات مربوط به اصول آماری و نظریه احتمالات را می توان در بخش پیوند به بیرون یافت.

## توزیع دم سنگین
توزیع های دنباله سنگین دارای خصوصیاتی هستند که از نظر کیفی با توزیع های معمول (بدون حافظه) مانند توزیع نمایی  بسیار متفاوت است.
پارامتر Hurst H اندازه گیری سطح تشابه از خود یک سری زمانی است که وابستگی دوربرد را نشان می دهد ، که می توان توزیع دم سنگین را به آن اعمال کرد. H مقادیری از 0.5 تا 1 به خود می گیرد. مقدار ۰.۵ نشان دهنده زمانی است که داده ها با هم ارتباط ندارند یا فقط همبستگی های کوتاه برد دارند. هرچه پارامتر H به 1 نزدیکتر باشد ، درجه ماندگاری یا وابستگی طولانی مدت بیشتر می‌شود.
مقادیر معمول پارامتر Hurst ، H :
- هر فرایند تصادفی خالص دارای H = 0.5 است
- پدیده هایی با H > 0.5 به‌طور معمول دارای یک ساختار فرایند پیچیده هستند.

گفته می شود که توزیع بسیار سنگین است:
{\displaystyle P[X>x]\sim x^{-\alpha },\ {\text{as}}\ x\to \infty ,0<\alpha <2}
این بدان معناست که صرف نظر از توزیع برای مقادیر کوچک متغیر تصادفی ، اگر شکل مجانبی توزیع هذلولی باشد ، دم سنگین است. ساده ترین توزیع دم سنگین توزیع پارتو است که در کل دامنه خود هذلولی است. توابع توزیع مکمل برای توزیع نمایی و پارتو در زیر نشان داده شده است. در سمت چپ نمودار توزیع نشان داده شده در محورهای خطی نشان داده شده است ، دامنه بزرگی را در بر می گیرد.  در سمت راست آن نمودار توابع توزیع مکمل در دامنه کوچکتر و با دامنه لگاریتمی قرار دارد.
اگر لگاریتم دامنه توزیع نمایی گرفته شود ، نمودار حاصل خطی است. در مقابل ، توزیع دم سنگین هنوز منحنی است. این مشخصات را می توان به وضوح در نمودار بالا در سمت راست مشاهده کرد. یک ویژگی توزیع دم بلند این است که اگر لگاریتم دامنه و دامنه گرفته شود ، دم توزیع دم بلند تقریباً نسبت به بسیاری از دستورها اندازه ای خطی است.  در نمودار بالا سمت چپ ، شرط وجود یک توزیع دم سنگین ، همان‌طور که قبلاً ارائه شد ، با منحنی با عنوان "گاما-نمایی دم" برآورده نمی شود.
تابع احتمال توزیع توزیع دم سنگین توسط:
{\displaystyle p(x)=\alpha k^{\alpha }x^{-\alpha -1},\ \alpha ,k>0,\ x\geq k}
و عملکرد توزیع تجمعی آن توسط:
{\displaystyle F(x)=P[X\leq \ x]=1-\left({\frac {k}{x}}\right)^{\alpha }}
که در آن k کوچکترین مقداری است که متغیر تصادفی می تواند بگیرد.
خوانندگان علاقه مند به مطالعه اطلاعات دقیق تری با موضوع ریاضی به بخش پیوند به بیرون مراجعه می کنند.

## چه عواملی باعث ایجاد ترافیک دم طولانی می شود؟
به‌طور کلی ، سه نظریه اصلی برای علل ایجاد ترافیک در طولانی مدت وجود دارد (به بررسی هر سه علت مراجعه کنید  ). اول ، علتی مبتنی بر لایه برنامه است که تئوری می دهد که مدت زمان جلسه کاربر به دلیل توزیع اندازه پرونده با یک توزیع دم طولانی متفاوت است. اگر توزیع اندازه پرونده بسیار سنگین باشد ، برهم زدن بسیاری از انتقال پرونده ها در یک شبکه شبکه سرویس گیرنده / سرور ، به برد طولانی بستگی خواهد داشت. علاوه بر این ، این مکانیسم علی با توجه به تغییرات در منابع شبکه ( پهنای باند و ظرفیت بافر ) و توپولوژی شبکه ، قوی است .  این در حال حاضر مشهورترین توضیح در ادبیات مهندسی و توضیحی است که بیشترین شواهد تجربی را از طریق توزیع اندازه پرونده مشاهده می کند.
دومین دلیل لایه انتقال است که طبق این نظریه بازخورد بین چندین جریان TCP به دلیل الگوریتم جلوگیری از ازدحام TCP در شرایط از دست رفتن بسته متوسط تا زیاد باعث ایجاد ترافیک مشابه خود می شود یا حداقل اجازه انتشار می دهد. با این حال ، اعتقاد بر این است که این تنها یک عامل قابل توجه در بازه های زمانی نسبتاً کوتاه است و دلیل طولانی مدت ترافیک مشابه با خود نمی‌باشد.
سرانجام ، یک علت لایه پیوند نظریه ای وجود دارد که براساس شبیه سازی های فیزیکی شبکه های سوئیچینگ بسته در توپولوژی شبیه سازی شده ، پیش بینی شده است. با سرعت بحرانی ایجاد بسته ، جریان در یک شبکه ازدحام می شود و نویز 1 / f و ویژگی های ترافیک دم طولانی را به نمایش می گذارد. انتقاداتی به این نوع مدل ها شده است هرچند غیرواقعی بودن این نکته است که ترافیک شبکه حتی در مناطق غیر متراکم  و در تمام سطوح ترافیک طولانی مدت است.
شبیه سازی نشان داد که وابستگی از راه دور می تواند در پویایی طول صف در یک گره داده شده (موجودی که ترافیک را انتقال می دهد) در یک شبکه ارتباطی ایجاد شود ، حتی وقتی منابع ترافیک از وابستگی دوربرد عاری باشند. اعتقاد بر این است که مکانیزم این امر مربوط به بازخورد از اثرات مسیریابی در شبیه سازی است.

## مدل سازی ترافیک دم بلند
مدل سازی ترافیک طولانی دم لازم است به‌طوری که می توان شبکه های مشروط بر اساس مفروضات دقیق از ترافیک که آنها را حمل. در بخش بعدی ، ابعاد و تهیه شبکه هایی که دارای ترافیک طولانی هستند ، بحث شده است.
از آنجایی که (برخلاف ترافیک تلفنی سنتی) ترافیک بسته بندی شده ویژگی های مشابه یا فراکتالی از خود نشان می دهد ، مدل های ترافیکی معمولی در شبکه هایی که ترافیک دم طولانی دارند حمل نمی شود.  کارهای تحلیلی قبلی که در مطالعات اینترنتی انجام شده بود ، فرضیاتی مانند بسته های توزیع شده به‌صورت نمایی را پذیرفته است و نتیجه گیری شده تحت چنین مفروضاتی ممکن است گمراه کننده یا نادرست در حضور توزیع های دم سنگین باشد.
مدتهاست که درک شده است که مدلسازی کارآمد و دقیق پدیده های مختلف دنیای واقعی نیاز به ترکیب این واقعیت دارد که مشاهدات انجام شده در مقیاس های مختلف هرکدام دارای اطلاعات اساسی هستند. در بیشتر اصطلاحات ساده ، نمایش داده ها در مقیاس های بزرگ با میانگین آن اغلب مفید است (مانند درآمد متوسط یا تعداد متوسط مشتری در روز) اما می تواند نامناسب باشد (به عنوان مثال در زمینه بافر یا صف های انتظار).
با همگرایی صدا و داده ها ، شبکه چند سرویس آینده بر اساس ترافیک بسته بندی شده است و برای توسعه ، طراحی و ابعاد شبکه های چند سرویس آینده ، مدل هایی که به‌طور دقیق ماهیت ترافیک دم طولانی را منعکس می کنند ، مورد نیاز خواهند بود.  ما به دنبال معادل مدل Erlang برای شبکه های مدار سوئیچ هستیم.
مدلهای دم سنگین با مجموعه غنی از تکنیکهای همراه با برازش داده ها فراوانی وجود ندارد.  یک مدل واضح برای ترافیک فراکتال هنوز ظهور نکرده است و هیچ جهت مشخصی به سمت یک مدل واضح وجود ندارد.  استخراج مدل های ریاضی که به‌طور دقیق ترافیک دم طولانی را نشان می دهد ، یک منطقه بارور برای تحقیق است.
مدلهای گاوسی ، حتی مدلهای گاوسی وابسته به برد طولانی ، قادر به مدل سازی دقیق ترافیک فعلی اینترنت نیستند.  مدلهای کلاسیک سریهای زمانی مانند پواسون و فرایندهای محدود مارکوف عمدتاً بر فرض استقلال یا حداقل وابستگی ضعیف تکیه دارند.  فرایندهای مرتبط با پواسون و مارکوف با موفقیت به کار رفته است. از روشهای غیرخطی برای تولید مدلهای ترافیکی بسته استفاده می شود که می تواند جریانهای وابسته به برد کوتاه و طولانی را تکرار کند.
تعدادی از مدل ها برای کار مدل سازی ترافیک دم طولانی ارائه شده است. این موارد شامل موارد زیر است:
- ARIMA کسری
- حرکت براونی کسری
- نقشه های بی نظم تکراری
- فرایندهای بی حد و حصر مارکوف
- فرایندهای پشت سر هم پواسون پارتو (PPBP)
- فرایندهای پواسون تعدیل شده مارکوف (MMPP)
- مدل های چند فراکتالی
- مدل های ماتریس
- مدل سازی موجک
- توزیع تودی

درباره اینکه کدام یک از مدلهای رقیب مناسب است ،نظر مشترکی وجود ندارد اما فرایند انفجار  (PPBP) ، که یک {\displaystyle {\mathcal {1}}}/ M / G / است ، شاید موفق ترین مدل تا به این لحظه باشد. زیرا نشان داده شده است که نیازهای اساسی یک مدل ساده ، اما دقیق ، از ترافیک دم طولانی را می‌تواند برآورده کند.
سرانجام ، نتایج حاصل از شبیه سازی  با استفاده از فرایندهای تصادفی پایدار آلفا برای مدل سازی ترافیک در شبکه های باند پهن ارائه شده است. شبیه سازی ها با انواع داده های تجربی (اترنت ، WWW ، ویدئو وی بی آر ) مقایسه می شود.

## عملکرد شبکه
در برخی موارد افزایش پارامتر Hurst می تواند منجر به کاهش عملکرد شبکه شود. میزان تاخیر در کاهش عملکرد شبکه با توجه به اینکه کنترل شلوغی قادر به شکل دادن ترافیک منبع به جریان متوسط خروجی ثابت و در عین حال صرفه جویی در اطلاعات است ، تعیین می شود.  کنترل تراکم ترافیک دنباله دار در بخش زیر بحث شده است.
تشابه خود ترافیکی بر عملکردهای اولیه مانند اندازه صف و میزان از دست دادن بسته تأثیر منفی می گذارد. توزیع طول صف از ترافیک طولانی مدت کندتر از منابع Poisson تحلیل می رود. با این حال ، وابستگی طولانی مدت چیزی در رابطه با همبستگی های کوتاه مدت آن که بر عملکرد در بافرهای کوچک تأثیر می گذارد ، معنی ندارد.  برای ترافیک دم سنگین ، انفجارهای بسیار زیاد بیشتر از ترافیک دم سبک رخ می دهد.  علاوه بر این ، تجمع جریانهای طولانی ترافیک به‌طور معمول تشابه خود (" انفجار ") را به جای صاف کردن ، تشدید می کند و این مسئله را پیچیده تر می کند.
نمودار بالا سمت راست ، گرفته شده از ،  مقایسه عملکرد صف را در بین جریان های ترافیکی با درجات مختلف شباهت به خود ارائه می دهد. توجه داشته باشید که چگونه صف با افزایش مشابهت داده ها ، برای هر نوع استفاده از کانال مشخص ، افزایش می یابد ، بنابراین عملکرد شبکه را کاهش می دهد.
در محیط شبکه مدرن با چندرسانه ای و سایر جریانهای ترافیکی حساس به QoS که شامل کسری رو به رشد از ترافیک شبکه هستند ، اقدامات عملکرد مرتبه دوم به صورت " لرزش " مانند تغییر تاخیر و تغییر از دست دادن بسته ها از QoS مشخص شده توسط کاربر وارد می شوند. انتظار می رود که ترکیدگی مشابه آن تأثیر منفی بر اقدامات عملکرد مرتبه دوم بگذارد.
سرویس های مبتنی بر سوئیچینگ بسته ، مانند اینترنت (و سایر شبکه هایی که از IP استفاده می کنند) بهترین خدمات هستند ، بنابراین عملکرد پایین ، اگرچه نامطلوب است ، اما قابل تحمل است. با این حال ، از آنجا که اتصال منعقد شده است ، شبکه های خودپرداز باید تأخیرها و دلهره ها را در حد مذاکره حفظ کنند.
ترافیک مشابه خود تداوم خوشه بندی را نشان می دهد که تأثیر منفی بر عملکرد شبکه دارد.
- با ترافیک پواسون (که در شبکه های تلفنی معمولی یافت می شود) ، خوشه بندی در کوتاه مدت اتفاق می افتد اما در بلند مدت هموار می شود.
- با ترافیک طولانی مدت ، رفتار پر سر و صدا ممکن است خود سر و صدا باشد ، که باعث تشدید پدیده های خوشه بندی و پایین آمدن عملکرد شبکه می شود.

بسیاری از جنبه های کیفیت خدمات شبکه به مقابله با قله های ترافیکی وابسته است که ممکن است باعث خرابی شبکه شود ، از جمله:
- بسته‌های از دست رفته
- تخطی در تاخیرمحدودیت‌ها
- بدترین حالت در آمار هم‌تافتن

فرایندهای پواسون رفتار خوبی دارند زیرا فاقد حالت هستند و اوج بارگذاری پایدار نیست ، بنابراین صف ها پر نمی شوند. با نظم دوربرد ، قله ها بیشتر ماندگار می شوند و اثرگذاری بیشتری دارند که منجر به این می‌شود که تعادل برای مدتی تغییر کند.
با توجه به تقاضاهای بیشتر که ترافیک طولانی مدت از منابع شبکه ایجاد می کند ، شبکه ها باید به دقت تهیه شوند تا اطمینان حاصل شود کیفیت خدمات و توافق نامه های سطح خدمات برآورده می شود. زیر بخش زیر مربوط به تهیه منابع استاندارد شبکه است و زیرمجموعه بعد از آن تهیه وب سرورهایی را که مقدار قابل توجهی از ترافیک طولانی مدت را دارند حمل می کند.

### تأمین شبکه برای ترافیک طولانی
برای صف های شبکه با ورودی های وابسته به برد بلند ، افزایش چشمگیر تأخیر در صف در سطح نسبتاً کم استفاده و پوسیدگی آهسته طول صف نشان می دهد که بهبود تدریجی عملکرد ضرر به افزایش قابل توجهی در اندازه بافر نیاز دارد.
در حالی که با افزایش شباهت به خود ، میزان تولید به تدریج کاهش می یابد ، تأخیر در صف با شدت بیشتری افزایش می یابد. وقتی ترافیک مشابه خود باشد ، متوجه می شویم که تاخیر در نوبت دهی متناسب با ظرفیت بافر موجود در سیستم رشد می کند. روی هم رفته ، این دو مشاهده پیامدهای بالقوه ای برای مقررات QoS در شبکه ها دارند. برای دستیابی به سطح ثابت توان عملیاتی یا از دست رفتن بسته با افزایش شباهت به خود ، به ظرفیت بافر بسیار زیاد نیاز است. با این حال ، افزایش بافر منجر به تاخیرهای بزرگ در صف می شود و بنابراین خود تشابه به‌طور قابل توجهی منحنی تجارت بین ضریب توان / از دست دادن بسته و تأخیر را افزایش می دهد.
برای غلبه بر مشکلات اندازه گیری عملکرد مرتبه دوم می توان از ATM در شبکه های ارتباط از راه دور استفاده کرد. سلول با طول ثابت کوتاه که در دستگاههای خودپرداز به کار می رود تاخیر و به‌طور قابل توجهی لرزش را برای خدمات حساس به تاخیر مانند صدا و تصویر کاهش می دهد.

### تهیه وب سایت برای بازدید طولانی مدت
پیچیدگی های الگوی بار کاری (به عنوان مثال ، الگوی ورود ناگهانی) می تواند از نظر میانگین زمان پاسخ بالاتر و واریانس زمان پاسخ بالاتر ، به‌طور قابل توجهی بر تقاضای منابع ، توان عملیاتی و تأخیر مواجه شده توسط درخواست های کاربر تأثیر بگذارد. بدون مدیریت و کنترل تطبیقی و بهینه منابع ، SLA ها بر اساس زمان پاسخ غیرممکن هستند. نیازهای ظرفیت در سایت افزایش می یابد در حالی که توانایی آن در ارائه سطح قابل قبول عملکرد و در دسترس بودن کاهش می یابد.  تکنیک های کنترل و مدیریت ترافیک طولانی مدت در بخش زیر بحث شده است.
توانایی پیش بینی دقیق الگوهای درخواست یکی از نیازهای مهم برنامه ریزی ظرفیت است. نتیجه عملی ترکیدگی و ورودهای دم سنگین و همبسته مشکل در برنامه ریزی ظرفیت است.
با توجه به SLA ها ، در همان سطح سرویس برای توزیع های دم سنگین ، در مقایسه با مورد ترافیک درخواست مستقل سبک ، به مجموعه سرورهای قدرتمندتری نیاز است. برای تضمین عملکرد خوب ، باید به بیشترین میزان ترافیک توجه شود زیرا این انبوه درخواست ها هستند که عملکرد را پایین می آورند. به همین دلیل است که برخی از سایت های شلوغ به فضای بیشتری (ظرفیت اضافی) برای مدیریت حجم نیاز دارند. به عنوان مثال ، یک سایت تجارت آنلاین با حجم بالا ظرفیت اضافی را با نسبت سه به یک ذخیره می کند.
علاقه‌مندان به اطلاعات بیشتر در مورد تأثیر وابستگی دوربرد به عملکرد شبکه می توانند به بخش پیوند به بیرون مراجعه کنند.

## کنترل ترافیک دم بلند
با توجه به فراگیر بودن انفجار مقیاس ثابت در زمینه های متنوعی از شبکه ، یافتن یک الگوریتم کنترل کننده با هدف کنترل ترافیک دارای قابلیت شناسایی و مدیریت ترافیک خودمتشابه به یک مشکل مهم تبدیل شده است. مشکل کنترل ترافیک شبکه خودمتشابه هنوز در مراحل ابتدایی است.
کنترل ترافیک برای ترافیک خود متشابه در دو جبهه مورد بررسی قرار گرفته است: اولاً ، به عنوان یک توسعه تجزیه و تحلیل عملکرد در زمینه تأمین منابع ، و در درجه دوم ، از منظر کنترل ترافیک در مقیاس زمان چندگانه که در آن ساختار همبستگی در مقیاس های زمانی بزرگ به‌طور فعال مورد بهره برداری قرار می گیرد برای بهبود عملکرد شبکه
روش تأمین منابع به دنبال شناسایی سودمندی نسبی دو نوع منبع اصلی شبکه - پهنای باند و ظرفیت بافر - با توجه به اثرات محدودکننده آنها بر شباهت خود و سیاست اندازه گیری منابع بافر کوچک / پهنای باند بزرگ حمایت می کند. در حالی که تهیه منابع ماهیتی حلقه ای باز دارد ، کنترل ترافیک در مقیاس زمانی متعدد از ساختار همبستگی طولانی مدت موجود در ترافیک مشابه مشابه بهره می برد.  کنترل ازدحام را می توان همزمان در مقیاس های زمانی مختلف اعمال کرد و با درگیر کردن اطلاعات استخراج شده در مقیاس های زمانی مختلف ، به دستاوردهای عملکردی قابل توجهی دست پیدا کرد.
رویکرد دیگری که در کنترل ترافیک طولانی مدت اتخاذ می شود باعث می شود کنترل ترافیک از ویژگی های بار کاری مطلع شود. به عنوان مثال ، هنگامی که TCP در HTTP در زمینه تعاملات سرویس گیرنده وب / سرور فراخوانی می شود ، اندازه پرونده ای که حمل می شود (که در سرور شناخته شده است) انتقال داده می شود یا برای پروتکل های موجود در لایه حمل و نقل ، از جمله انتخاب پروتکل های جایگزین ، برای انتقال مؤثرتر داده ها. برای پرونده های کوتاه ، که عمده درخواست های اتصال در توزیع اندازه پرونده سنگین وب سرورها را تشکیل می دهد ، کنترل بازخورد پیچیده ممکن است به نفع مکانیسم های سبک در روح کنترل خوش بینانه کنار گذاشته شود ، که می تواند باعث بهبود استفاده از پهنای باند شود.
مشخص شد که ساده ترین راه برای کنترل ترافیک بسته ها محدود کردن طول صف ها است. صف های طولانی در شبکه همیشه در میزبان ها - موجودیت هایی که می توانند بسته ها را ارسال و دریافت کنند- رخ می دهد. بنابراین می توان با کاهش میزان تولید بسته در میزبانانی که دارای صف های طولانی هستند ، ازدحام را به خوبی کنترل کرد.
وابستگی از راه دور و بهره برداری از آن برای کنترل ترافیک برای جریان ها یا اتصالات که طول عمر یا مدت زمان اتصال آنها طولانی تر است ، بسیار مناسب‌تر می‌‌باشد.

## همچنین ببینید
- جریان فیل
- مدل تولید ترافیک
- توزیع تودی